# اتین ژفروآ سنت-هیلر
اتین ژفروآ سنت-هیلِر (به فرانسوی: Étienne Geoffroy Saint-Hilaire)، زادهٔ ۱۵ آوریل ۱۷۷۲ – درگذشتهٔ ۱۹ ژوئن ۱۸۴۴) دانشمند طبیعی‌دان و زیست‌شناس نامدار فرانسوی بود. او بنیان‌گذار اصل «وحدت اجزا» بود؛ اصلی که بر پایه آن ساختاری زیستی یگانه برای همه جانوران روی زمین وجود داشته‌است. این اصل انقلاب شگرفی در کالبدشناسی تطبیقی پدیدآورد. او همچنین بنیان‌گذار دانش تراتولوژی بود که به بررسی تغییرشکل‌های آسیب‌زننده در جانوران می‌پردازد.

## زندگی‌نامه
ژفروآ در اتامپ در نزدیکی پاریس به دنیا آمد.